# بيير روسو
بيير روسو (بالفرنسية: Pierre Rousseau)‏ (و. 1932 – 2010 م) هو ممثل، ومهندس الصوت، من فرنسا، توفي عن عمر يناهز 78 عاماً.

## وصلات خارجية
- بيير روسو على موقع IMDb (الإنجليزية)
- بيير روسو على موقع ألو سيني (الفرنسية)
- بيير روسو على موقع أول موفي (الإنجليزية)
- بيير روسو على موقع قاعدة بيانات الأفلام السويدية (السويدية)
- بيير روسو على موقع ديسكوغز (الإنجليزية)
- بيير روسو على موقع قاعدة بيانات الفيلم (الإنجليزية)
- بيير روسو على موقع كينوبويسك (الروسية)